# ONE: Winter Warriors 1
ONE: Winter Warriors fue un evento de deportes de combate producido por ONE Championship llevado a cabo el 3 de diciembre de 2021, en el Singapore Indoor Stadium en Kallang, Singapur.

## Historia
El evento fue encabezado por una pelea por el campeonato de kickboxing de peso ligero de ONE entre el actual campeón Regian Eersel y Islam Murtazaev.
La coestelar presentó la final del grand prix de peso átomo femenino entre Stamp Fairtex y Ritu Phogat.

## Resultados
1. ↑  Por el Campeonato Mundial de Kickboxing de Peso Ligero de ONE.
2. ↑  Final del Grand Prix de Peso Átomo Femenino de ONE.

## Bonificaciones
Los siguientes peleadores recibieron bonos:
- Pelea del Año 2021 de MMA: Dagi Arslanaliev vs. Timofey Nastyukhin
- $50,000 Actuación de la Noche: Dagi Arslanaliev y Timofey Nastyukhin